# Azurmendi (restaurant)
Azurmendi és un restaurant situat a Larrabetzu, municipi de la província de Biscaia, als afores de Bilbao, creat el 2005 i dirigit pel xef Eneko Atxa.
L'Azurmendi és un restaurant d'alta cuina que ha arribat a acumular un total de tres estrelles Michelin, la primera l'any 2008, només tres anys després de la seva obertura, la segona el 2010, i la tercera el 2012. A Azurmendi, Eneko Atxa a recollit les receptes tradicionals de la cuina basca i les ha posat al dia amb un procés d'evolució en què la tècnica i els productes artesans juguen a parts iguals. El 2016 va aconseguir el Premi Fora de Sàrie en la Categoría Gastronomia. El 2018 va ser guardonat com a 'Restaurant Més Sostenible del Món' per The World's 50 Best Restaurants i amb les tres estrelles verdes que concedeix la Guia Michelin als locals més compromesos amb la defensa global del medi ambient.